# Erkki Ala-Könni
Martti Erik (Erkki) Ala-Könni (2 de febrero de 1911, Ilmajoki-2 de septiembre de 1996, Tampere) era un etnomusicólogo de Finlandia quien investigó y coleccionó folclore finlandés. El recibió el doctorado en música popular en 1956 de la Universidad de Helsinki con la tesis Die Polska-Tänze in Finnland y dirigió el Departamento de Tradición Popular (el Departamento de Antropología de la Música, 2009-2011) de la Universidad de Tampere en 1965–1976. Ala-Könni acumuló una colección significante de instrumentos musicales tradicionales finlandeses, música popular e himnos, y fotografió más de 100,000 negatívos y filminas relacionados con su investigación. Junto con Martti Pokela él contribuyó en el resurgimiento del instrumento musical tradicional finlandés Kantele cuando la música popular empezó resurgir en los años 60.
Ala-Könni, conocido por su lema "Magnum animum labori inspira", era de Ilmajoki donde él tiene un monumento conmemorativo, y él permaneció como un activo amigo y partidario de cultura de su región de Ostrobothnia toda su vida. Ala-Könni era uno de los fundadores del Kaustinen festival de música folklórica.